# Stjepan Báthory
Stjepan Báthory mađarski István Báthory (Şimleu Silvaniei, 27. rujna 1533. -  Grodno, 12. prosinca
1586.), bio je transilvanijski Veliki vojvoda od 1571. do 1576. i poljski
kralj od 1575. – 1586.
Stjepan se uspješno othrvao habsburgškoj konkurenciji kod izbora za poljskog kralja, nakon toga branio poljske istočne baltičke pokrajine od ruskih nasrtaja, i pokušao utemeljiti veliku državnu zajednicu od Poljaka, Rusa i Transilvanaca.

## Životopis
Rođen je kao sin istoimenog oca - Stjepana (Istvána) Bathoryja, guvernera Transilvanije, tadašnje provincije habsburgške Ugarske.
Stjepan je 1556. ušao u službu Ivana Žigmunda Zapolje, vojvode novoutemeljene nezavisne 
Transilvanije. Na kraju je dogurao do vrhovnog zapovjednika vojske, njega su Mađari unatoč prigovora 
Habsburgovaca izabrali 25. svibnja 1571. za transilvanijskog vojvodu nakon 
Zapolje.
Poljsko plemstvo (šlahta) je 1575. odbacilo kandidaturu habsburgškog cara Maksimilijana II za poljski tron i izabralo Stjepana za kralja, jer im je on bio bliži kao zet pokojnog Sigismunda I. Jagelovića. Nakon što je osigurao da transilvanijski tron pripadne njegovom bratu Kristofu, - Stefan je odjurio u Krakov gdje je okrunjen 1. svibnja 1576.
Svoju vlast konsolidirao je tek 1577. kad je pokorio Gdanjsk. Tek tad bio je u stanju suočiti se s tadašnjim velikim neprijateljem 
Poljske - Carskom Rusijom koja joj je htjela oduzeti izlaz na Baltičko more. 
Stjepan je prvo osigurao primirje s Osmanskim Carstvom, zatim je ojačao poljsku vojsku primivši u njene redove kao
stalne jedinice Kozake. Stjepan je 1579. napao vojsku cara Ivana IV Groznog i ušao u Livonski rat, koji je 
sretno okončao po njega, jer je prisilio Ivana Groznoga da mu prepusti grad Polock i cijelu Livoniju, na osnovu
Sporazuma iz Jam-Zapoljskog potpisanog 15. siječnja 1582.a.
Iako je bio vjerski tolerantan, Stjepan je ipak bio uvjereni katolik i čovjek snažne volje, pa je zbog tog naišao
na znatan otpor kod svojih podanika, kad ih je pokušao pridobiti za protureformaciju i za snaženje autoriteta monarhije.
Ali on i pored toga nije dopustio da ga te unutrašnje poteškoće zaustave u njegovim ambicioznim planovima u inozemstvu. Njegov cilj bio je 
ujedinjenje Poljaka, Rusa i Transilvanaca pod njegovim vladarskim žezlom.
Netom prije svoje smrti htio je ponovno pokrenuti rat protiv Carske Rusije, a planirao je
pokrenuti i križarski rat protiv Osmanskog Carstva. 
Sve u svemu Stefan Batory bio je jedan od najvažnijih snažnih i ambicioznih vladara u povijesti Poljske.